# Mackenzie Mountains

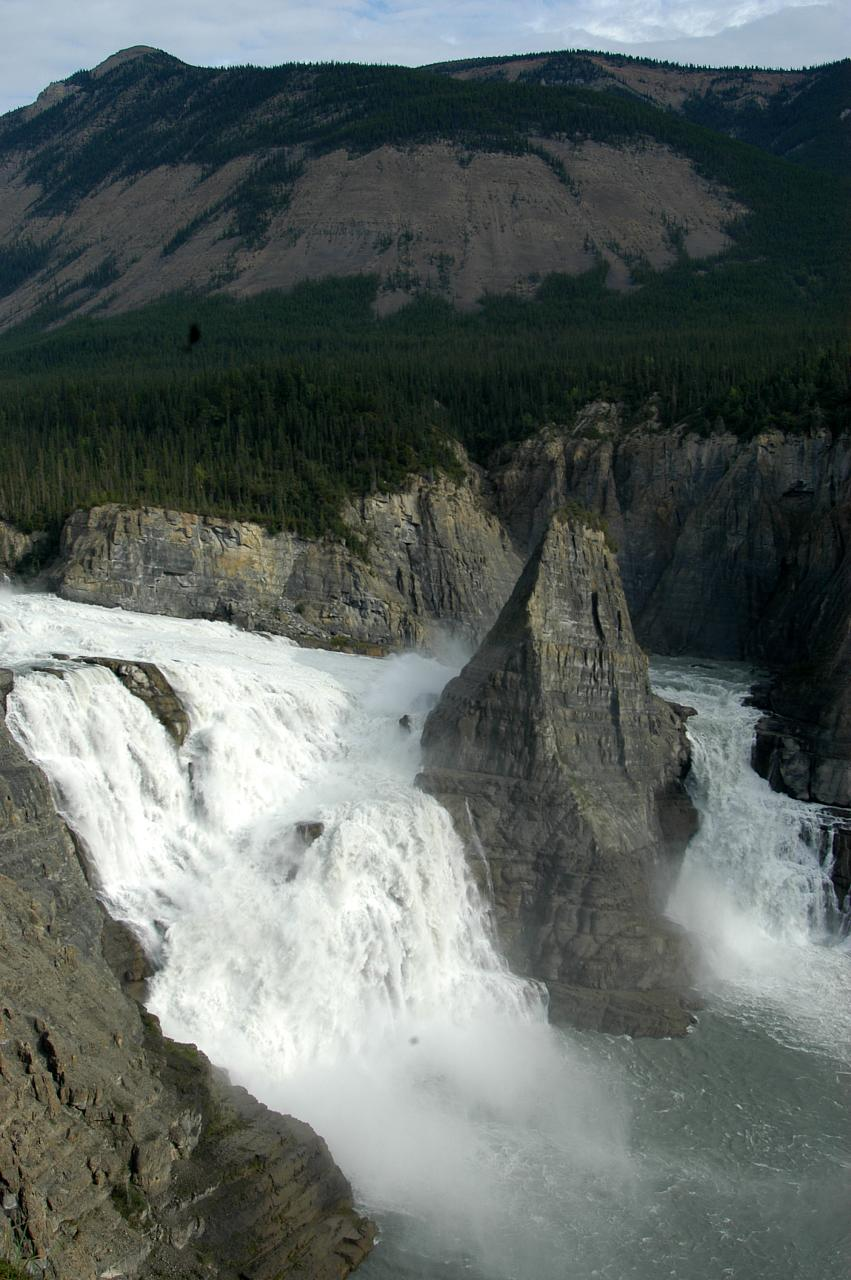
Virginia Falls, Nahanni National Park Reserve

Die Mackenzie Mountains sind eine Gebirgskette im nordwestlichen Kanada. Sie erstreckt sich über den Osten des Yukon-Territorium und den Westen der Nordwest-Territorien. 

## Topographie
Die Mackenzie Mountains haben eine maximale Ausdehnung rund 800 Kilometer zwischen dem Liard River und dem Peel River. Benachbarte Gebirge sind die Franklin Mountains jenseits des Mackenzie River im Osten und die Selwyn Mountains im Westen. Von einigen Geologen und US-Geographen werden sie als Verlängerung der südlich gelegenen Rocky Mountains betrachtet, die über die nördlichen Richardson Mountains zur Brookskette in Alaska überleiten. In diesem Fall zählen sie zu den amerikanischen Kordilleren, andere Autoren rechnen sie jedoch häufig nicht hierzu.
Die Mackenzies bilden die Grenze zwischen den Nordwest-Territorien, die über 60 % des Gebirges umfassen und dem Territorium Yukon, in dem etwa 35 % des Gebirges liegen. Etwa 4 % liegen in British Columbia. Der Nahanni-Nationalpark befindet sich im Süden der Mackenzie Mountains.
Der höchste Berg der Mackenzies ist der 2773 m hohe Nahteni Shih, der auch als Mount Nirvana bekannt ist. Der bisweilen genannte Keele Peak liegt bereits in den Selwyn Mountains. Der zweithöchste Berg ist der Mount Sir James MacBrien mit 2762 m. Mit der Nahanni Range Road nach Tungsten und der Canol Road zum Macmillan Pass gibt es nur zwei Straßen, die in das kaum besiedelte Gebirge führen, die beide aus dem Yukon kommen.
Üblicherweise werden die Mackenzie Mountains weiter untergliedert in:
- die Northwest Mackenzie Mountains,
- die südwestlichen Selwyn Mountains,
- die zentrale Backbone Ranges und
- die Canyon Ranges im Westen

## Geologie
Die Mackenzie Mountains werden vorwiegend von proterozoischen, paläozoischen und mesozoischen Gesteinen, vor allem Kalkstein und Siliziklastika, aufgebaut. Darüber hinaus sind Schiefer, Sand- und Schluffstein und Kalksedimente aus der Kreide zu finden.
Die heutige Morphologie des Gebirges ist durch die Laramische Gebirgsbildung zwischen Oberkreide und Paläozän zurückzuführen.
Der Gebirgszug enthält etwa 55 % der bekannten Weltreserven an Wolfram. Die Minenstadt Tungsten mit der Cantung Mine liegt in den Mackenzie Mountains.

## Klima und Vegetation
Das Klima in den Mackenzies ist von vergleichsweise milden Sommern und kalten Wintern (bis unter −50 °C) geprägt.
Die östlichen Abhänge der Mackenzie Mountains zählen mit jährlichen Niederschlagsmengen bis zu 750 mm zu den feuchtesten Gebieten im Yukon Territory. Die Mackenzie Mountains bilden eine Wetterscheide zwischen dem von pazifischen Luftmassen geprägten Südwesten und dem Nordosten, der stark von der Beaufortsee beeinflusst ist.
Die Vegetation der Mackenzie Mountains ist in tieferen Lagen von Weiß-Fichten- und subalpinen Tannenwäldern geprägt, in höheren Lagen folgt Strauchtundra.

## Geschichte
Die Mackenzie Mountains sind nach Alexander MacKenzie (1764–1820) benannt, einem schottisch-kanadischen Entdecker, der das Gebiet 1789 erkundete.